# Gnopharmia cocandaria
Gnopharmia cocandaria är en fjärilsart som beskrevs av Nicolas Grigorevich Erschoff 1874. Gnopharmia cocandaria ingår i släktet Gnopharmia och familjen mätare. Inga underarter finns listade i Catalogue of Life.